# Хенри Кромвел
Хенри Кромвел (1628–74) био је син Оливера Кромвела и лорд намесник Ирске (1655–59).

## Каријера
Рођен 20. јануара 1628. као четврти син Оливера Кромвела, у то време посланика у Парламенту, Хенри је током друге половине енглеског грађанског рата (од 1647) служио као официр под очевом командом. Почетком 1650. командовао је трупама у Ирској, и именован је за једног од посланика Ирске у тзв. Малом (или Номинованом) Парламенту из 1653. 

### Гувернер Ирске
Јула 1655. његов отац, сада лорд-протектор, именовао га је за генерал-мајора војске у Ирској и члана ирског државног савета. Хенри је формално био потчињен лорду-намеснику Ирске, Чарлсу Флитвуду , али је његовим одласком у Енглеску у септембру 1655. практично постао неоспорни господар Ирске. За разлику од претходника, Хенри је ублажио прогон Ираца, успоставио верску толеранцију међу разним протестантским сектама и заузео се за права енглеских досељеника; о његовој популарности у Ирској сведоче бројни савременици. У новембру 1657. Хенри је проглашен за лорда-намесника, након што је одбио на поклон имање вредно 1.500 фунти годишње, правдајући своје одбијање сиромаштвом Ирске. 1657. саветовао је оца да одбије краљевску титулу, а по распуштању другог Кромвеловог Парламента у фебруару 1658, молио је оца да се понаша на умерен и уставан начин.

### После рестаурације монархије
Пошто је одбио тајне предлоге ројалиста да помогне рестаурацију Чарлса II (1660-85), Хенри је опозван у Енглеску у јуну 1659, одмах по паду свог брата Ричарда, другог лорда-протектора, и добровољно је поднео оставку. Иако је изгубио део имања након Рестаурације краљевине 1660, дозвољено му је да задржи поседе у Енглеској и Ирској које је купио својим новцем. Последње године провео је у опатији Спини у Кембриџширу, неузнемираван од владе, и умро је 23. марта 1674. Био је ожењен Елизабетом (умрла 1687), ћерком сер Френсиса Расела, и за собом је оставио петорицу синова и две кћери.